# Schlosshotel Bad Wilhelmshöhe
Koordinaten: 51° 19′ 3,8″ N, 9° 24′ 57,6″ O
Das Schlosshotel Bad Wilhelmshöhe ist ein 4-Sterne-Superior-Hotel im Kasseler Stadtteil Bad Wilhelmshöhe mit einer langen und bewegten Geschichte. Es erlangte mediale Aufmerksamkeit, als dort am 21. Mai 1970 die zweiten innerdeutschen Gespräche zwischen Bundeskanzler Willy Brandt und dem Ministerpräsidenten der DDR, Willi Stoph, stattfanden. Das Hotel hat heute 130 Zimmer und Suiten sowie 14 Veranstaltungsräume für bis zu 450 Personen.

## Lage
Das Hotel befindet sich im Westen von Kassel im unteren Teil des Bergparks Wilhelmshöhe, auf etwa 282 m ü. NHN Höhe unmittelbar nördlich der Landesstraße L 3217 (westliche Fortsetzung der Wilhelmshöher Allee) und des Schlosses Wilhelmshöhe. Die Innenstadt und andere Sehenswürdigkeiten der Stadt können mit dem öffentlichen Nahverkehr erreicht werden.

## Geschichte

### Vorgeschichte
Bereits um das Jahr 1767 stand an der Stelle ein Gasthaus. Es war von Landgraf Friedrich II. in Auftrag gegeben und dem ›Coffetier‹ Lambeim in Pacht zur Bewirtschaftung übergeben worden. Neben dem zweigeschossigen Hauptbau mit permanent für die Gäste des Landgrafen reservierten Räumen bestanden zwei kleinere Nebengebäude, die als Amthaus, Beamtenwohnung und Wache genutzt wurden, und ein rückwärtiger Stall. Zur Bewirtung von Angehörigen der niederen Stände, die auf dem Amt zu tun hatten, wurde später ein zweites Wirtshaus eingerichtet.
Um 1825 verfügte Kurfürst Wilhelm II., das Gebäude abzutragen, um Platz für einen deutlich größeren und repräsentativeren Bau zu schaffen. Der dann nach Plänen von Johann Conrad Bromeis dort am 15. Mai 1826 eröffnete langgestreckte, dreistöckige und 21-achsige Bau mit den beiden rechtwinklig nach Norden ausgerichteten, 11-achsigen Seitenflügeln enthielt neben zahlreichen Hotelzimmern einen Speisesaal für 300 Personen. Hinter dem Hotelbau befanden sich geräumige Stallungen für die Pferde und Kutschen der Gäste. Ab ca. 1850 wurde das nun als Hotel Schombardt auf Wilhelmshöhe, spätestens ab den 1870er Jahren als Grand Hotel Schombardt bezeichnete Haus von dem Hotelier Carl P. Schombardt betrieben, der am Rammelsberg bereits ein kleines Hotel besaß und in der Folge auch das Hotel du Nord am Kasseler Hauptbahnhof betrieb. Die nach Süden ausgerichtete Fassade ließ Schombardt 1850 durch einen von sechs Säulen getragenen Vorbau erweitern.
Schombardts Witwe, die spätestens ab 1896 die Hotels der Familie leitete, verpachtete das Grand Hotel im Jahre 1899 an Adolf Stecker, der es bis 1945 zunächst als „Grand Hôtel Wilhelmshöhe“, dann als Schlosshotel Wilhelmshöhe führte. Im April 1930 wurden drei neue Terrassen an der Ostseite eröffnet, gestaltet von Heinrich Tessenow, der in Kassel auch die Malwida-von-Meysenbug-Schule (heute Heinrich-Schütz-Schule) entworfen hatte, und die Ostfassade wurde mit Tessenow-typischen Pergolen ausgestattet. Die Terrassen fassten bis zu 1200 Besucher und waren bald außerordentlich beliebt.
Im Zweiten Weltkrieg wurde das Hotel spätestens ab 1940 zum großen Teil militärisch genutzt, insbesondere zu Zwecken der Luftbeobachtung und Luftabwehr, und der Hotelbetrieb konnte nur sehr eingeschränkt aufrechterhalten werden. Im Januar 1945 wurde es durch Fliegerbomben schwer beschädigt und brannte vollkommen aus.

### Neubau 1953–1955

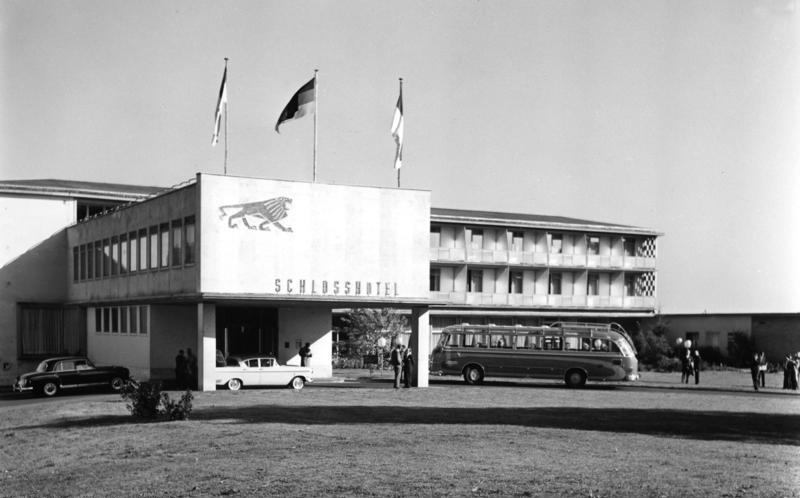
Das Schlosshotel 1959

Ein Wiederaufbau des Hotels war angesichts der erheblichen Zerstörungen in der Stadt und der Dringlichkeit des Wohnungsbaus in der ersten Nachkriegszeit undenkbar. Erst 1952, als die Planungen für die Bundesgartenschau 1954, dann um ein Jahr verschoben, begannen, war offenkundig, dass die Stadt kaum Übernachtungsmöglichkeiten anzubieten hatte und insbesondere keine im erstklassigen Bereich. Das Land Hessen, Eigner des Grundstücks, wollte die geschätzten 1,2 Millionen DM für ein 60-Betten-Hotel nicht allein übernehmen und daraufhin einigte man sich im November 1952 darauf, dass die Stadt Kassel das Gelände für 99 Jahre in Erbbaurecht übernehmen und dort das Hotel in eigener Regie bauen würde; Hessen würde sich zur Hälfte an den Baukosten beteiligen. Ein im Dezember 1952 ausgeschriebener Architekturwettbewerb empfahl, den Neubau von der Straße abzurücken, da eine Verwendung der Altbauruine nicht sinnvoll erschien. Bei der Bewertung der eingereichten 39 Entwürfe wurde der des Kasseler Architekten Paul Bode mit dem 2. Preis ausgezeichnet, und dieser wurde dann im September 1953 von der Stadtverwaltung zur Ausführung bestimmt. Auch wurde entschieden, dass der Neubau 120 Betten enthalten sollte, womit die geschätzten Baukosten auf 1,6 Millionen DM stiegen.
Bode konzipierte einen Bau im architektonischen Stil der damaligen Zeit. Baubeginn war im Frühjahr 1954 und am 11. Mai 1955, knapp zwei Wochen nach der Eröffnung der Bundesgartenschau 1955, wurde an nahezu gleicher Stelle wie das ausgebombte Haus, nur etwa 60 m nach Norden versetzt, das Schlosshotel Wilhelmshöhe eröffnet. Jedes Zimmer hatte einen Balkon, und der Speisesaal fasste 200 Personen. Auch die Tessenow-Terrassen wurden wieder hergerichtet. Da die Baukosten auf etwa 3,1 Millionen DM angestiegen waren und Hessen dennoch nur die ursprünglich zugesagten 0,6 Millionen DM beisteuerte, musste die Stadt ein 2,5-Millionen-DM-Darlehen aufnehmen.
Der Hotelbetrieb wurde langfristig verpachtet und lief bis in die frühen 1970er Jahre gut. Am 21. Mai 1970 fand im Hotel das zweite der beiden innerdeutschen Gespräche zwischen Bundeskanzler Willy Brandt und Ministerpräsident Willi Stoph statt. Die dazu im Vorfeld durchgeführten Renovierungen wurden vom Kasseler Hochbauamt geleitet.

### Jahrzehnte der Unsicherheit
Bald darauf begann jedoch ein rund 35 Jahre dauernder Leidensweg des inzwischen veralteten Hotels. Die Stadt, die noch immer 80 % des aufgenommenen Darlehens schuldete und weitere Modernisierungsinvestitionen (wie Schwimmhalle, Farbfernseher in allen Zimmern) nicht finanzieren wollte, konnte und wollte nicht mehr Besitzer eines Hotels bleiben und suchte ab 1974 einen Käufer. Der eigentlich bis 1979 laufende Vertrag, der schon lange nicht mehr die von der Stadt zu tragenden Kosten deckte, mit dem bisherigen Pächter wurde 1975 gekündigt und das Hotel wurde kurzzeitig unter die Leitung des Stadthallenchefs gestellt.
Im August 1975 übernahm die Luxemburger „Europa-Hotel-Gesellschaft“ bzw. deren Tochter, die Mainzer „WAF Werbeagentur GmbH und Hotel Management KG“, den Betrieb. Laut Vertrag sollte das Haus nach einem Jahr gegenseitiger Prüfung an die Europa-Hotel-Gesellschaft verkauft oder für 10 Jahre verpachtet werden. Die Stadt musste aber erst noch einmal mehr als 300.000 DM in Erneuerungsarbeiten investieren. Im Oktober 1975 hieß es noch, das Hotel laufe gut, man hoffe, die Auslastung auf 70 % steigern zu können, und plane eine Erweiterung um 60 Betten und den Einstieg ins Kongress- und Tagungsgeschäft, aber bereits am 24. November 1975 ging die mit über 2 Millionen DM verschuldete WAF in Konkurs. Der Not gehorchend wurde ein neuer, aber nur bis Ende März 1977 befristeter Pachtvertrag mit der „Gaststätten GmbH Hugues Innocenti“ abgeschlossen, die bereits das Cafe Däche in der Innenstadt betrieb. Weitere Investitionen waren notwendig, um die Zimmer und besonders die Bäder zu renovieren, was der Stadt weitere hohe Kosten verursachte. Innocenti holte Ende 1976 einen Partner für das Hotel and Bord und der Pachtvertrag mit der Stadt wurde zunächst verlängert.
Ab Mitte 1977 versuchte die Stadt erneut, das Hotel zu verkaufen. Der Pachtvertrag mit Innocenti wurde gekündigt. Kaufinteressent war die „Cuntze AG“, die bereits den Schweizer Hof in Kassel betrieb. Sie plante eine Erweiterung des Hotels auf 160 Betten sowie den Bau von Konferenzräumen und einer Kegelbahn. Im September 1979 übernahm die Cuntze AG den Betrieb des Schlosshotels. Die dann bekannt gewordenen Umbau- und Erweiterungspläne lösten zunächst aufgeregte Diskussionen aus, aber bei der Neueröffnung im Juli 1981 hieß es, dass ein „Stilbruch“ vermieden worden sei und Kassel nun wieder ein „erstes Haus am Platz“ habe.
Im Jahre 1990 wurden mehr als 4 Millionen DM in die zum Schlosshotel gehörende Remise investiert, um das Gebäude denkmalschutzgerecht zu restaurieren und Platz für zusätzliche Hotelzimmer zu schaffen. Die Tessenow-Terrassen wurden aufgegeben, um dort einen Casino-Anbau zu errichten. Im Jahre 2003 eröffnete die Betreibergesellschaft der Spielbank, die Kurhessische Spielbank Kassel/Bad Wildungen, in der Kasseler Innenstadt eine Filiale für Automatenspiele. Sie gab den Standort im Schlosshotel Wilhelmshöhe am 30. Juni 2006 auf und betreibt seitdem nur noch den Standort in der Kurfürstengalerie.
Am 1. Dezember 2000 übernahm der Erfurter Hotelier Michael Lamm den Betrieb des Hotels und versprach Investitionen in Millionenhöhe. Bald darauf wurde bekannt, dass seine „Hotels Resort Villas Management GmbH“ beim Amtsgericht Erfurt einen Insolvenzantrag gestellt hatte. Dennoch investierte Lamm bis zum April 2003 etwa 1,8 Millionen DM in die Renovierung des Hotels. Ab Mai 2003 wurden finanzielle Schwierigkeiten und Gerichtsverfahren gegen Lamms Hotelgruppe bekannt, die zu diesem Zeitpunkt zehn Häuser in ganz Deutschland umfasste, und im Juli kündigt die „Mietgrund Immobilien GmbH & Co Liegenschaften KG“ in Kassel, mittlerweile Eigentümerin des Schlosshotels, den Pachtvertrag mit Lamm.
Der Betrieb wurde daraufhin gegen Ende 2003 von dem zuvor bei Lamm tätigen Hotelier Volker Deigendesch mit seiner „Hotelbetriebs-GmbH“ in Pacht übernommen, die weitere Renovierungen durchführte und den Ausbau zu einem Fünf-Sterne-Haus propagierte. Die Hauptgläubiger wechselten nun mehrfach in schneller Folge, das Hotel stand ab 2003 unter Zwangsverwaltung und sollte versteigert werden. Deigendeschs Ende 2006 bekannt gewordener Plan – Erwerb, Totalabriss und drei-phasiger Neubau durch eine eigenständige Immobiliengesellschaft – führte zu nichts. Das von den Hauptgläubigern angestrengte Zwangsversteigerungsverfahren beim Amtsgericht Kassel endete am 5. Mai 2008, als die „Jochinger Bauconsulting“ des Kasseler Unternehmerpaares Gerhard und Monika Jochinger für 3,5 Millionen Euro den Zuschlag erhielt. Der Pachtvertrag mit Deigendeschs Hotelbetriebs-GmbH war bereits zum 1. April 2009 gekündigt worden und diese ging bald darauf in Insolvenz.

### Neuanfang
Im November 2009 gab das Rathaus Kassel grünes Licht für Jochingers Planungen zu einem weiteren Ausbau des Hotels. Im Frühjahr 2010 begannen, bei laufendem Betrieb, die Arbeiten, das Schlosshotel grundlegend zu erneuern und unter Einbeziehung der vorhandenen Bausubstanz um ein Konferenzzentrum und eine Tiefgarage zu erweitern. 2012 begann der zweite Bauabschnitt: die Umgestaltung des Gartens und der Bau eines Naturschwimmteichs sowie des Wellness- und Spa-Bereichs im Untergeschoss. Gleichzeitig wurden zahlreiche Zimmer und Bäder renoviert und Schall- und Wärmeschutzfenster eingebaut. Im 2013 begonnenen und im Sommer 2014 abgeschlossenen dritten Bauabschnitt wurden der alte Restaurantbereich und Wintergarten abgerissen und drei neue Restaurants mit einem separaten, unterteilbaren Veranstaltungsbereich für bis zu 450 Personen gebaut. Außerdem entstanden neue Luxuszimmer, sodass heute insgesamt 130 Zimmer und Suiten verfügbar sind.